# هارولد لونغ
هارولد لونغ هو سياسي كندي، ولد في 10 أبريل 1941 في بويل ريفر في كندا، وتوفي في 21 مايو 2013 في Stuart Island (British Columbia) ‏ في كندا. نشط حزبياً في British Columbia Social Credit Party ‏.